# بيل مونرو (لاعب كرة قاعدة)
بيل مونرو (بالإنجليزية: Bill Monroe)‏ هو لاعب كرة قاعدة أمريكي، ولد في 1877، وتوفي في 16 مارس 1915 بسبب سل.